# As It Happens
As It Happens est une émission radiophonique canadienne anglophone diffusée du lundi au vendredi, de 18h30 à 20h00, sur CBC Radio One. Présentée par Carol Off, cette émission d'actualité est composée d'entretiens téléphoniques avec les personnes qui font l'actualité du moment, entrecoupés d'intermèdes musicaux. Avec plus de 50 ans d'existence, elle est l'une des émissions les plus populaires de CBC Radio.
Le programme est également diffusé sur les stations du réseau de radios public américain Public Radio International.